# Kostel Nanebevzetí Panny Marie (Hostín u Vojkovic)
Kostel Nanebevzetí Panny Marie stojí v katastrálním území Hostín u Vojkovic v okrese Mělník. Je spolu s dřevěnou zvonicí a s pozemky vymezeného areálu chráněnou kulturní památkou ČR. Filiální kostel Nanebevzetí Panny Marie náleží pod římskokatolickou farnost Neratovice, vikariát Podřipsko, arcidiecéze pražská.

## Historie
Vyšehradský probošt Jan Volek v roce 1320 uvádí (první písemná zmínka), že už v roce 1290 byl kostel v Hostíně farním kostelem. V roce 1615 byl gotický kostel renesančně přestavěn a v 18. století byl barokně upraven. Farním kostelem byl až do roku 1678, kdy byl filiálním kostelem náležející k farnosti lužeckého kostela svatého Jiljí. V roce 1784 byla v Hostíně zřízena lokálie a od roku 1857 se stal opět farním kostelem, kterým byl až do 31. prosince 2005.
Dendrochronologický průzkum trámů krovu datuje smýcení stromů:
- z přelomu let 1378/79 – jižní trám pozednice (nejstarší )
- z přelomu let 1569/70 – trámy krovu lodi a kněžiště
- z přelomu let 1898/90 – trám konstrukce krovu nad kněžištěm

## Popis

### Exteriér
Kostel je jednolodní zděná kamenná orientovaná stavba s lodí o půdorysu obdélníku a s pětibokým závěrem se sakristií na severní straně. Závěr je podepřen pěti opěráky. Do jihozápadního nároží lodi je vsazena věž, na jižní straně je obdélná předsíň, na západní straně je štít s oknem do kruchty. Zdi věže zasahující do lodi byly pod kruchtou prolomeny obloukovými otvory. Původní gotický portál s kamenným ostěním a lomeným obloukem je na jižní straně v renesanční předsíni přistavěné v roce 1615. Sedlová střecha je krytá taškami.
Věž je hranolová na půdorysu čtverce (5 × 5 m), je členěna dvěma oběžnými římsami a ukončena jehlanovou prolomenou střechou. Pod okapní římsou na východní straně jsou prolomena okna s půlkulatým záklenkem.
Kolem kostela se rozkládá hřbitov, který byl používán do roku 1824.

### Interiér
Loď má rozměry 13 × 9 m, je prolomena jedním oknem na jižní straně. Plochý strop je níže položený než strop kněžiště. V západní části je kruchta umístěna do tělesa věže. Vítězný oblouk má rozpětí 6,35 m ukončený zalomeným obloukem, který je ve vrcholu zazděný stropem lodi. V rozích lodi jsou v oválech malby světů provedené v 18. století.
Pětiboké kněžiště o rozměru 9,8 × 7,7 m je prolomeno pěti okenními otvory s původním ostěním s jedním ústupkem. Jsou zakončená lomeným obloukem s jednoduchou kružbou, dělená jedním prutem a širokou podokenní římsou. Kněžiště je zaklenuto křížovou klenbou ve vrcholu je svorník s erbem, dvě konzoly přípor mají podobu lidských hlav. V jižní zdi kněžiště je gotická sedilia (2,10 × 1,7 × 0,38 m) s profilovaným ostěním ukončená dvěma lomenými oblouky a kružbou. Na severní straně je sanktuář s vimperkem a fiálami. V severní části kněžiště je do sakristie o půdorysu 3,85 × 4,05 m prolomen barokní portál s lomeným obloukem a dubovými dveřmi. V sakristii je skříň z druhé poloviny 18. století, cínová křtitelnice z roku 1787.
Původní mobiliář byl vyměněn v roce 1910 za neogotický. Hlavní oltář byl nahrazen v roce 1910, nese obraz Nanebevzetí Panny Marie od kněze Adolfa Pergla. Původní obraz hlavního oltáře z 18. století visí na zdi lodi vedle bočního oltáře.
Varhany o jednom manuálu a sedmi rejstřících vyrobil varhanář Ferdinand Guth z Nového Strašecí a byly pořízeny v roce 1870. V roce 1968 byly modernizovány.

## Zvonice
Původní zvonice byla postavena ve 14. století a byla přestavěna na počátku 17. století. Podle dendrochronologického průzkumu doba smýcení stromů je datována do roku 1712.

### Popis

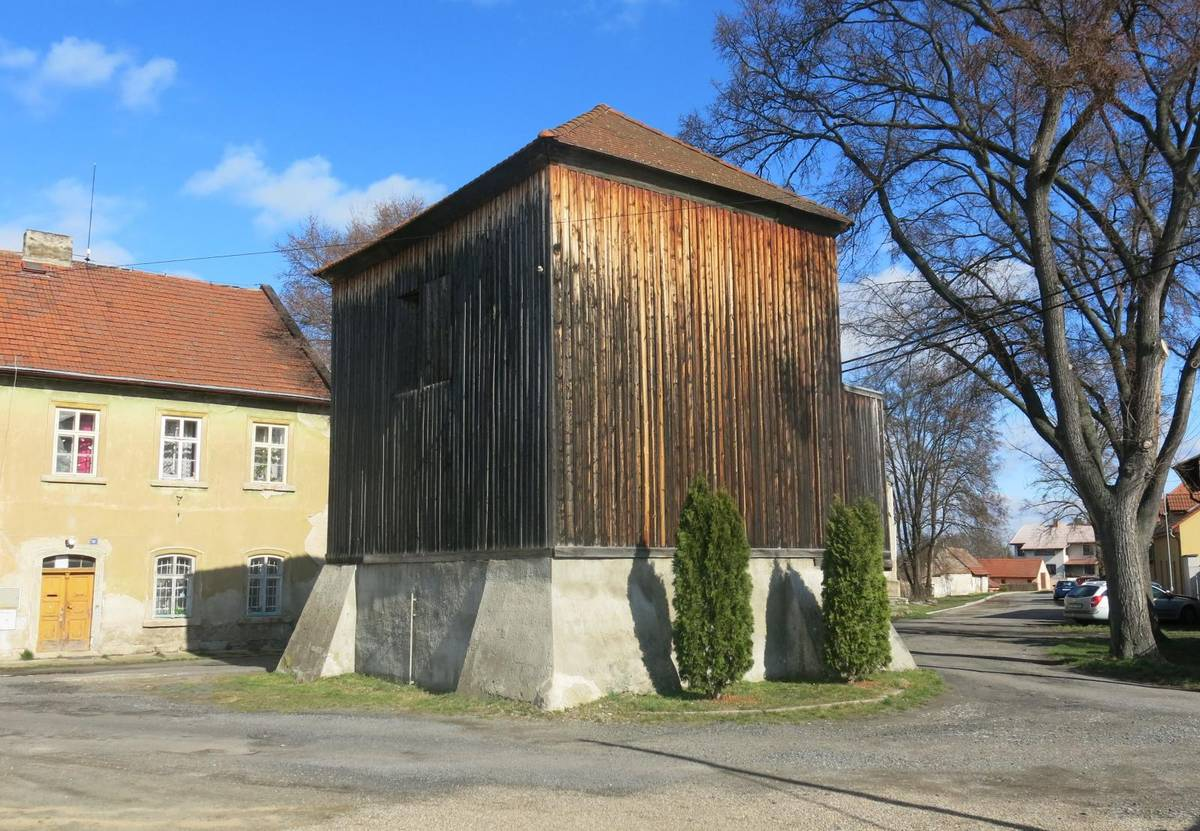
Zvonice

Zvonice je postavena před budovou fary. Je samostatně stojící dřevěná hranolová zvonice s vloženou vzpěradlovou konstrukcí na vysoké podezdívce na půdorysu obdélníku. Rámová konstrukce zvonice je bedněna svisle položenými prkny. Valbová střecha je nízká krytá taškami.

### Zvony
Ve zvonici byly zavěšeny tři zvony.
Dochoval se zvon svatý Václav z roku 1561. Má výšku 0,85 m průměr 1,15 m a je zdobený nápisy a reliéfy. Zvon o hmotnosti 8 centů ulil zvonař Brikci Pražský.
Kolem koruny jsou reliéfy devíti hlav amoretů se jmény Urania, Klie, Polyhymnia, Erato, Thalia, Euterpe, Terpsichore, Melpomene a Kaliope.
Pod listovým ornamentem je orámovaný nápis:
Leta 1561 / Briccius Pra / Gensis Auxi / Lio Divino / fecit Me

[Léta 1561 Brikcius Pražský s Boží pomocí udělal mě], pod ním:
| „ | Tak Buoh miloval swietzie Syna sweho jednorozeneho dal aby kazdy kdoz wierzy wnieho nezahynul ale miel ziwot wieczny | “ |

Pod ním je vyobrazen reliéf s nadpisem Bičování Krista Pána.
Na opačné straně je nápis:
| „ | Nechcyt abyste newedely o tiech kterziz zesnuli, abyste se nermautily gako y gini nemagice nadiege Neb wierzimeli že pan Jezyss umrzel a zase wsal tak y Buh ty kterzy zesnuly skrze Gezisse przivede s ni - Sty Pavel 1 k. Tesals : III Kapito | “ |

Pod ním jsou dva spojené reliéfy: Boháč a chudý Lazar, Šavel oslněn bleskem. Po stranách nápisu jsou plaketky svatého Václava (vlevo) a svatého Zikmunda (vpravo).
Druhý zvon z roku 1497 byl vysoký 0,74 m o průměru 0,97 m byl zdoben nápisem:
| „ | Letha bozyho tisyczyho cztyrrysteho devadesateho sedmeho tento zwon dielan ke cti k chwale panu bohu | “ |

druhý řádek:
| „ | Jan Konwarz dielal ten zwon | “ |

a reliéfy svatého Pavla a svatého Petra. Protože byl velmi opotřebovaný a prasklý byl odvezen v roce 1934 k opravě do Mladé Vožice a po opravě byl ponechán v tamním kostele.
Třetí zvon z 15. století byl přenesen ze hřbitovní kaple Božího těla. Měl průměr 0,5 m a byl vysoký 0,45 m, na srdci měl letopočet 1796. Nesl nápis v gotických miniskulích:
| „ | Markus Lucas Joannes Mathaeus | “ |

Zvon byl v roce 2000 ukraden.